# Residente (rapero)
René Pérez Joglar (San Juan, 23 de febrero de 1978), conocido artísticamente como Residente, es un rapero, compositor, productor discográfico y activista puertorriqueño. También es conocido por haber sido miembro fundador y vocalista de la banda Calle 13, la cual integró junto a su hermana iLe y su hermanastro Eduardo Cabra «Visitante», hasta 2015, año en que inició su carrera como solista.
Su música alberga principalmente géneros como el rap, el reguetón o música del mundo. El contenido de sus letras, comúnmente están relacionados con temas sociales, políticos o contingentes.
Con Calle 13, Residente ha ganado un total de treinta y un (31) Premios Grammy Latinos y en su carrera en solitario otros cinco (5). En 2023, la revista Billboard colocó a Residente en el primer lugar de su lista de los «50 mejores raperos de la historia de la música latina». En el mismo año, fue colocado en el puesto número trece en la lista de los «50 grandes raperos en la historia del rap en español», publicada por la revista estadounidense Rolling Stone.
Ha colaborado en campañas sociales con Unicef y Amnistía Internacional y es defensor de la educación pública latinoamericana y los derechos de los pueblos indígenas. Fue censurado en Puerto Rico por insultar públicamente al gobernador Luis Fortuño en 2009, luego de que este terminara con treinta mil empleos públicos en el marco de su Plan de Reconstrucción Económica.

## Biografía

### Primeros años
Nació en un hospital de Hato Rey, un sector que pertenece al área de San Juan. Su entorno familiar es clave en su proceso, explica en sus entrevistas. Su madre, Flor Joglar de Gracia, formó parte de la compañía Teatro del 60, y en sus años de estudiante perteneció a la Juventud Independentista Universitaria (JIU). Su padre, Reinaldo Pérez Ramírez, era un abogado laboralista, músico y escritor también independentista que participó en diferentes brigadas internacionales en la Nicaragua sandinista y en Cuba. Estudió en la escuela libre de música y a los 17 años junto a Louis García, trombonista y arreglista, fundan la banda Latin Tempo. Estudió Ciencias Políticas y Derecho en la universidad de Puerto Rico, periodo en el que presidió la Juventud Independentista puertorriqueña “JIU”. Tan pronto se graduó de la escuela de derecho fundó un bufete de abogados dedicado a representar sindicatos de trabajadores. En 1987 viaja a Cuba como representante de la juventud de Puerto Rico y como uno de los miembros del (PSP) Partido Socialista Puertorriqueño. En la década de los 80, Reinaldo Pérez viajó a Nicaragua durante la revolución Sandinista de forma solidaria junto con otros puertorriqueños.
René se crio junto a su madre y hermanos en el pueblo de Trujillo Alto en una urbanización de clase media trabajadora. Desde niño tuvo a su alrededor arte, música y el deporte. Aprendió a tocar la guitarra de manera autodidacta, tomó clases de saxofón alto y de batería. A los 12 años formó parte de la banda de la escuela como baterista. Su interés por el dibujo y la música eran evidentes pero su pasión siempre fue el béisbol, deporte que practicó durante muchos años hasta terminada la escuela superior. Es uno de los cantantes latinos con más formación académica, Ingresó a la Escuela de Artes Plásticas en San Juan de Puerto Rico y tras licenciarse logró una beca para estudiar en el Savannah College of Art and Design, en Georgia, donde realizó un posgrado en Bellas Artes.
Mientras estudiaba en Savannah crea el seudónimo de Residente para revivir algo que hacía desde chico y durante su tiempo libre comienza a escribir tanto poesía como canciones de rap. Eligió ese apodo porque así es como se tenía que identificar con el guardia cada vez que regresaba a su casa en Trujillo Alto. 
Tras su regreso a Puerto Rico, trabajó en diferentes proyectos de arte. Trabajó haciendo ilustraciones y animaciones 3D para arquitectos. También trabajó como editor de vídeos musicales. Durante este período René comienza a escribir nuevamente, esta vez desde la capital de su país, el viejo San Juan. Comienza a alimentar su escritura con la cotidianeidad boricua y su jerga. También conecta con el barrio La Perla, ya que vivía en frente de él. Todo esto se va a ver reflejado en su primer disco. Luego de tener una idea mucho más clara, René se acerca a su hermano Eduardo Cabra para que lo ayude con la música.

### Vida personal
Fue pareja de la ex Miss Universo Denise Quiñones, y estuvo en un noviazgo con la actriz argentina Soledad Fandiño, con la que contrajo matrimonio en Puerto Rico en enero de 2013 y tuvo a su primer hijo, Milo, nacido el 7 de agosto de 2014. La pareja se separó en 2017 y en abril de 2018 se hizo efectivo su divorcio.
Actualmente está en pareja con la modelo polaca radicada en Nueva York, Kasia Marciniak.
Residente afirma no fumar ni utilizar drogas, atribuyendo a esto, junto a su afición deportiva, el mantenerse en forma durante sus giras.
Después de que la letra de su canción de 2017 «Mis Disculpas» fuera criticada como ofensiva hacia las personas con síndrome de Down y autismo, Residente reveló sus propios diagnósticos de autismo y trastorno por déficit de atención con hiperactividad.

## Carrera

### 2005-2009: Inicios
En 2005, Residente debutó por primera vez en la música junto a una agrupación musical con el nombre de Calle 13 lanzando un álbum de estudio homónimo al nombre del grupo. Ese mismo año, The New York Times invitó a los estadounidenses a visitar Puerto Rico para que tuvieran la oportunidad de ver a lo que llamaron el «primer intelectual que llega al estrellato del género reguetón», refiriéndose a él. Para el 2006, junto a su agrupación musical obtuvo más reconocimiento por sus sencillos, Se Vale To-To y Atrévete-te-te.
El 24 de abril de 2007, Calle 13 lanzó su segundo álbum titulado, Residente o Visitante, al que definieron como «el disco más oscuro, más fuerte y más obsceno que ha grabado el grupo». Además, se presentaron por primera vez en el festival de rock mexicano Vive Latino, donde en ese entonces no fueron bien recibidos porque el género musical de reguetón apenas comenzaba a hacerse famoso y también participaron en el Sónar Festival realizado en Barcelona. En 2008, estrenaron su tercer álbum de estudio titulado, Los de atrás vienen conmigo. Este disco obtuvo 5 nominaciones para los Grammy Latinos, ganando los 5 premios y presentándose en vivo junto a Rubén Blades en la ceremonia donde los obtuvo realizada en 2009. Ese mismo año, Residente presentó su primer documental titulado, Sin mapa, en él que se narra el viaje que su grupo musical realiza a través de algunos países de Latinoamérica, ganó junto a Calle 13 el premio a Artista Promesa en la premiación de los MTV Latinoamérica, y participó en una escena de la película de Disney Old Dogs (2009), donde interpretó a un artista de tatuajes.

### 2010-2015: Latin Grammys y consagración
En marzo de 2010, Calle 13 se presentó frente a 500 mil personas en la Tribuna Antimperialista José Martí de La Habana. Un mes después regresan al festival Vive Latino en México y tocan frente a 100 mil personas, logrando una exitosa actuación. Participaron en el Rock in Rio de Madrid, España ante 80 mil personas.
En abril René se une a los estudiantes de la Universidad de Puerto Rico que se encontraban en huelga, luchando por una mejor educación accesible. Los fue a visitar en sus campamentos, hace público su apoyo, y días después marcha junto con estudiantes y profesores.
Con este álbum la banda recibió diez nominaciones a los premios Latin Grammy, de las cuales logró ganar nueve. Su tema «Latinoamérica» tuvo gran aceptación y hay opiniones de que podría etiquetarse como el himno del continente latinoamericano, y es considerada la canción más importante del disco.
Para 2011, Calle 13 comienza el año con tres conciertos en el Luna Park de Buenos Aires, Argentina, y luego continúan hacia el Festival de Viña del Mar 2011 donde se presentaron por segunda vez luego de tres años desde su primera actuación. Lograron una de las mejores actuaciones en la historia del evento, en donde Residente se opuso a que interrumpieran su presentación para entregarles los conocidos premios que se habían ganado, que otorgan a los artistas reconocidos: dos Antorchas (de Plata y de Oro) y dos Gaviotas (de Plata y de Oro). Residente llevaba escrito en su espalda “Fuerza Mapuche” y compartió en tarima con músicos locales.
Durante abril de 2012, René visitó al presidente de Uruguay, José Mujica, para conversar sobre el estatus colonial de Puerto Rico y gestionar el apoyo latinoamericano para su descolonización. La iniciativa nació cuando la cumbre de la Comunidad de Estados Latinoamericanos y Caribeños (CELAC) no incluyó a Puerto Rico debido a su condición colonial. En mayo de este mismo año lanzan el vídeo La vuelta al mundo dirigido por Juan José Campanella. Un mes más tarde, la Presidenta de Argentina, Cristina Fernández de Kirchner, recibió a René en su despacho de la Casa Rosada para dialogar sobre el estatus colonial de Puerto Rico. Esto en respuesta a una petición formal que él le hiciera el 28 de mayo de 2012 solicitándole audiencia. En la carta dirigida a la dignataria, el artista señaló que habla "a nombre de todos los puertorriqueños que han luchado por la independencia de Puerto Rico, de los que aún están encarcelados por ello, de los que han perdido sus vidas en medio de esta gesta y de todos los que hoy continuamos su legado".
A finales de mayo de 2012, Calle 13 completó una jornada por tierra mexicana con una poderosa presentación que algunos estiman en 60 000 personas que asistieron al Wirikuta Fest en el Foro Sol de Ciudad de México. Residente llevaba un mensaje pintado en la espalda “Yo soy 132” en apoyo al movimiento que lleva el mismo nombre, compuesto por jóvenes universitarios que han alzado su voz de protesta para que los medios transmitan la información con veracidad y no se oculte información ni se distorsione la realidad. Residente sorprendió a su fanaticada con la participación inesperada de Zack de la Rocha. El vocalista y activista social México-estadounidense, conocido por su trabajo a favor de los inmigrantes indocumentados, acompañó a Residente durante la interpretación del tema Calma pueblo. Durante su participación en tarima, Residente envió un mensaje a toda Latinoamérica diciendo que lo que pasa en Wirikuta pasa en todo el continente, “Lo nuestro no se toca, no se vende, porque un pueblo unido jamás será vencido”.
En junio, acudió a la Facultad de Periodismo y Comunicación Social de la Universidad Nacional de La Plata para recibir el Premio Rodolfo Walsh, concedido a la agrupación puertorriqueña por su aporte a la comunicación y la cultura popular. A la salida de este importante evento, en respuesta a una invitación que había recibido Residente en su correo electrónico, visitó la Unidad 33 para mujeres en la cárcel de Los Hornos, una institución que alberga casi 300 mujeres privadas de su libertad, muchas de ellas embarazadas y otras tantas con niños cuyas edades van desde recién nacidos hasta 4 años.
A finales de ese mes, René se unió a Tom Morello (Rage Against the Machine) y Chad Smith (Red Hot Chili Peppers) en una colaboración con la banda de rock neoyorquina Outernational para el tema «Todos somos ilegales» (We Are All Illegals), en apoyo a los inmigrantes indocumentados en Estados Unidos, sobre la situación que viven muchos inmigrantes por no tener papeles para vivir y trabajar legalmente en Estados Unidos. El lanzamiento del video, coincidió con la decisión de la Corte Suprema de avalar un aspecto clave de la polémica ley SB 1070 de Arizona para combatir la inmigración ilegal.
En julio Calle 13 se presentó frente a 7000 seguidores en el Prospect Park de Brooklyn como parte de la Conferencia de Música Latina Alternativa (Latin Alternative Music Conference, por sus siglas en inglés), celebrada en Nueva York.
El comentario general fue que nunca habían visto un Prospect Park tan repleto de gente para un concierto; de hecho, alrededor de 5000 personas se quedaron fuera del parque escuchando el concierto. El día anterior Calle 13 participó en una extensa entrevista realizada por Gabriel Abaroa, Presidente y CEO de la Academia Latina de Artes y Ciencias de la Grabación.
Luego, continuaron su gira por Europa, presentándose en diferentes países, tocando 20 conciertos en 30 días. Más adelante participaron en el festival roquero Maquinaria Fest junto a reconocidas bandas Deftones, Marilyn Manson, Kiss, Slayer, entre otras. En España, ofrecieron un descuento especial del 20% para los espectadores desempleados, en Santiago de Compostela, Madrid, Barcelona y Cádiz.
En noviembre realizan el lanzamiento mundial del videoclip «La bala», el último del disco Entren los que quieran y el que trabajaron con el apoyo de UNICEF y Amnistía Internacional. El video fue grabado en 10 países bajo la dirección de Simón Brand con la colaboración de 12 directores de alrededor del mundo. Posteriormente, se presentaron en la ciudad de La Plata, Argentina frente a 150 mil seguidores. Iniciaron el mes de diciembre con un concierto en el Palacio de los Deportes del DF en México; la primera vez que el grupo puertorriqueño daba un concierto solo en dicho recinto. La agrupación se presentó frente a 16 mil seguidores que no pararon de corear los temas.
Calle 13 cerró su gira de Entren los que quieran en Puerto Rico con un histórico concierto. Luego de haber estados censurados en la isla por tres años la banda se presentó en su país natal frente a 30 mil personas y logró un récord de asistencia en conciertos al aire libre en la Isla.
Durante el verano de 2013, compuso el tema «Me vieron cruzar» para la película animada en 3D, Metegol del reconocido director argentino Juan José Campanella, siendo esta la primera vez que Calle 13 componía una canción para una película.
En junio, René tuvo un sorpresivo encuentro con Julian Assange, fundador de WikiLeaks, asilado desde hace dos años en la embajada de Ecuador en Londres. No solo tuvieron varios días de conversaciones, sino que durante el segundo día de Residente en Londres, sostuvieron un Twitcam a través de la cuenta official @Residente, que fue siendo traducida y subida a la cuenta de Twitter de @WikiLeaks mientras se transmitía en vivo desde la embajada ecuatoriana en Londres.
En noviembre de este año, Calle 13 lanzó «Multiviral», una canción creada en colaboración con Assange, en la que se denuncia la manipulación mediática, la censura y la ocultación de información al público. La canción fue publicada en forma de lyrics video en el canal de YouTube de Calle 13, elvecindariocalle13, y podía ser descargada gratuitamente desde SoundCloud. «Multiviral» cuenta también con la participación de Tom Morello y la cantante y compositora israelí-palestina Kamilya Jubran.
Apenas un mes más tarde de haber lanzado su primer sencillo “no oficial” Multi_Viral, la banda puertorriqueña volvió a ser noticia con el lanzamiento del video musical homónimo, que fue grabado en Belén y Beit Sahour en Palestina. Una de las localidades donde se estaba filmando fue la muralla israelí, la cual estaba fuertemente custodiada y que cuenta con cámaras de seguridad cada 100 pies.
En febrero de 2014, Calle 13 lanzó su primer sencillo oficial, «El Aguante». La canción, escrita y vocalizada por René, y, compuesta y producida musicalmente por Eduardo Cabra.
El 25 de febrero, Calle 13 se presentó gratuitamente ante más de 50 000 personas en un concierto sin precedentes en la Ciudad Universitaria Río Piedras. El concierto se realizó frente a los portones principales de la Universidad de Puerto Rico, fue escogido como referente a la necesidad de promover la educación como instrumento fundamental para el desarrollo de una mejor sociedad, que promueva la erradicación de la violencia y frene la decadencia de los valores humanos.
El 1 de marzo de este año, la banda comenzó su gira MultiViral en el Estadio Ferro de Argentina ante 20 000 personas.
Durante su gira por Latinoamérica, Residente inició un movimiento de concienciación sobre la situación carcelaria del preso político puertorriqueño, Oscar López Rivera, quien fue capturado por el FBI en 1981 por el delito de “conspiración sediciosa”. Como parte de la propuesta, durante las presentaciones invitaron al público a encender sus celulares o cualquier equipo electrónico portátil que reflejara luz, en un acto de reclamo a la liberación de López Rivera. Las fotos de estos momentos fueron incluidas en sus medios sociales, particularmente desde su cuenta de Twitter, donde incluían la cuenta del Presidente de Estados Unidos Barack Obama.
Días después, publican su segundo vídeo musical «Adentro» que fue grabado entre Arizona, la Barriada Morales de Caguas y la Cantera Roca Dura en Manatí, Puerto Rico. En el mismo, se incluye la participación del legendario astro del béisbol y miembro del Salón de la Fama de los Estados Unidos, Willie Mays.
En noviembre se presenta en el Palacio de los Deportes de la Ciudad de México. Dos meses antes de la presentación, habían secuestrado y desaparecidos en Iguala a 43 estudiantes de Ayotzinapa. René se conmovió con la historia y conoció a amigos y familiares de los estudiantes desaparecidos. Durante el concierto, Residente invita a los familiares a hablar en tarima, lo que causó que más de 15 mil personas pidieran justicia por los desaparecidos.
En diciembre la agrupación se presentó en el Estadio Hiram Bithorn de Puerto Rico donde tocaron frente a 35 000 personas. René aprovechó la ocasión para invitar a la hija del prisionero político, Oscar López Rivera, a que dijera unas palabras frente al público puertorriqueño.

### 2015-presente: Giras, colaboraciones yRené

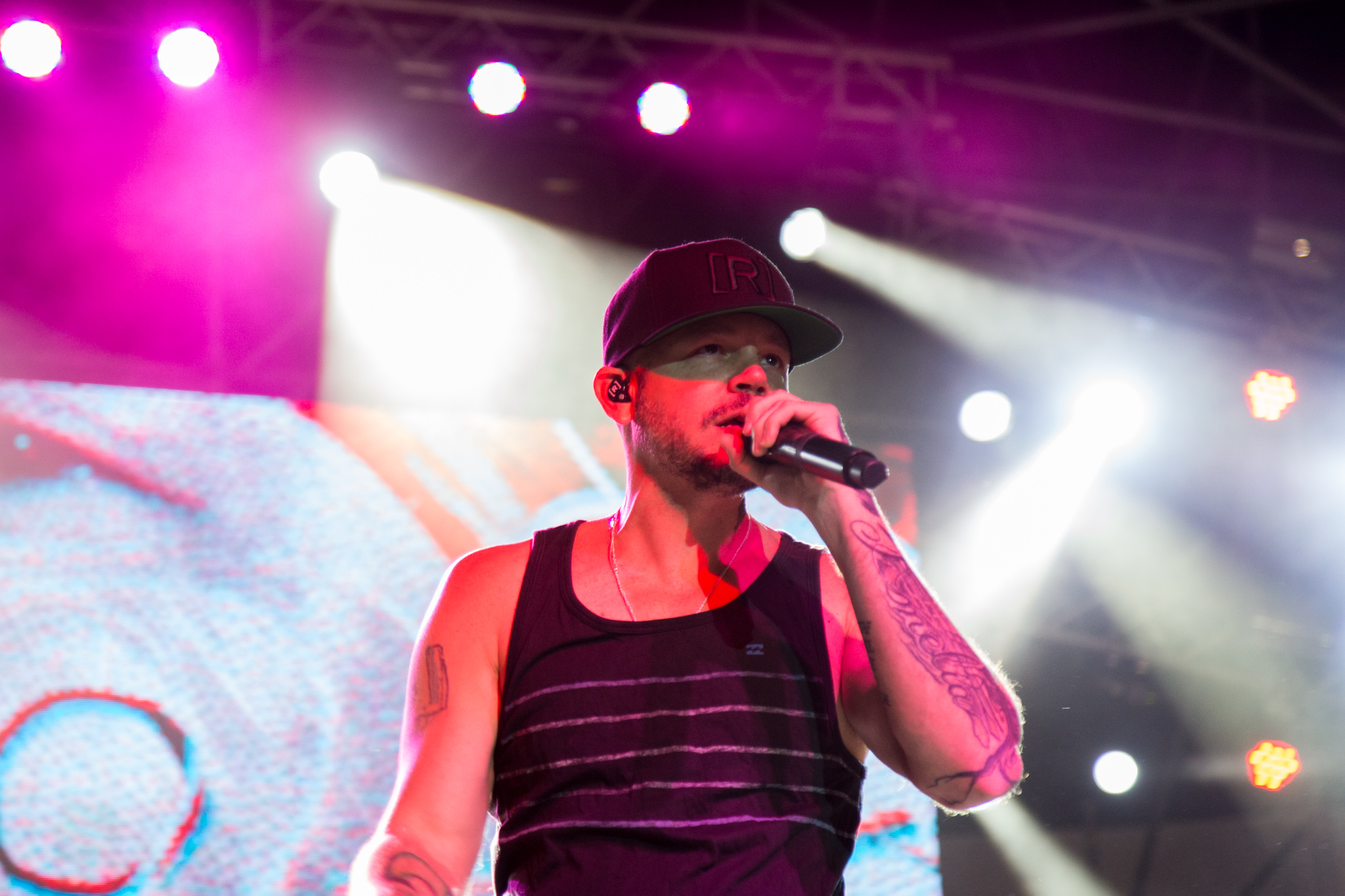
En el Festival de Música Urbana de Panamá (MUPA) 2019 en Ciudad de Panamá

En enero de 2015, René comienza a trabajar en su nuevo proyecto aparte de Calle 13, y al mismo tiempo continúa la gira con la agrupación.
A principios de junio de 2015, antes de comenzar la gira europea, Residente anuncia que está trabajando en un proyecto nuevo. Luego de una exitosa gira por Europa, René viaja a Osetia, Georgia, China, Ghana, Níger, Mongolia, Benín y Burkina Faso para trabajar en su nuevo proyecto como solista.
Residente lanza su primer álbum como solista llamado Residente, el cual fue inspirado en los resultados del análisis de su ADN. Su primer sencillo, Somos Anormales, fue dirigido por él mismo y lanzado el 13 de enero de 2017. Para ese tiempo, Residente entró en conflicto con el también cantante boricua Tempo debido a sus declaraciones en contra de la actualidad del reguetón, lo que llevó a una guerra lírica entre ambos, culminando con el sencillo "La cátedra". En esta canción, Residente manifiesta alcanzar las 1900 palabras, lo que la convertiría en un récord mundial, no sólo para el rap, sino para el mundo de la música en general, aunque fue superado varios meses después por Jon Z, la rapera Irania y el cantante español Underground Gransan. Las diferencias entre ambos se solucionaron cuando se presentaron a ayudar a los habitantes del barrio La Perla, víctimas del Huracán María. 
Residente es nominado 9 veces para los Grammys 2017 y su tema Dagombas en Tamale se encuentra entre la banda sonora de Fifa 18.
Residente participó activamente en las protestas de julio de 2019 en Puerto Rico para presionar la dimisión de Ricardo Rosselló, gobernador de la isla. Hizo parte del grupo de artistas que apoyaron la causa tales como Ricky Martin, Ñengo Flow y Bad Bunny, siendo este último colaborador de René en la canción «Afilando los Cuchillos», inspirada en la situación vivida en ese momento en Puerto Rico acompañado de varios reclamos dirigidos a Roselló. ILe, hermana de René, participó en el coro de la canción. En ese mismo mes, Residente volvió a colaborar con Bad Bunny en la canción «Bellacoso», la cual René había prometido lanzar si la dimisión de Roselló se cumplía, por lo que es una canción con un beat alegre y fiestero. El 31 de octubre, lanza el sencillo «Pecador», en el que René habla sobre sus creencias y hace una crítica a la industria musical latina de la actualidad. Esta canción estará incluida en su segundo álbum, cuya fecha de lanzamiento es desconocida.
El 28 de febrero de 2020, Residente lanza «René», una canción en la que cuenta gran parte de su vida y las cosas que han sido importantes para él al crecer. El vídeo musical de este sencillo cuenta con la participación de su hijo Milo. Según medios de información, Residente empezó a escribir esta canción porque un día, en un concierto, no se sentía con ganas de salir a cantar. Así que llamó a su madre y le dijo que fuera con él, porque se quería tirar del balcón. Un amigo lo acompañó y se quedó con  él. Al día siguiente, empezó a escribir la canción. El 14 de abril de 2020, Residente hace una "versión cuarentena" de dicho tema, en la que colaboró su madre Flor Joglar de Gracía interpretando en cámara el canto con el que inicia y cierra la canción. Además, contó con la participación de Rubén Blades y varios músicos grabando su participación para esta versión, desde casa.
El 14 de mayo de 2020, René Pérez estrena su videoclip «Antes que el mundo se acabe», el cual hace referencia a la pandemia del COVID-19. En este video se puede observar a varias celebridades (Ben Affleck, Bad Bunny, Lionel Messi, entre otros) besando a sus parejas.
El 3 de marzo de 2022, estrena el «BZRP Music Sessions, Vol. 49» en colaboración del productor argentino Bizarrap. El sencillo es una tiraera en contra del cantante colombiano J Balvin. Si bien hay varias perspectivas sobre el origen de la rivalidad, fue crucial una polémica entre ambos sobre las nominaciones a los Grammy Latinos, seguido de que Residente comparara la música de Balvin con un carrito de hot dogs. El tema alcanzó un número uno en el Top Songs Debut Global de Spotify y se convirtió en el video latino más visto en la historia de YouTube en veinticuatro horas. Generó un gran impacto en Internet como tendencia, derivándose controversias y distintas posturas ante la rivalidad de ambos intérpretes.

## Labor social

### Esfuerzos humanitarios
- En febrero de 2011, el grupo tuvo tres presentaciones en el Luna Park de Buenos Aires, Argentina. Se pidió que en la entrada, los asistentes donaran leche en polvo o materiales escolares para luego entregárselos a la gente necesitada.[85]

- El 10 de mayo de 2011, Calle 13 participó en el conocido programa de Jimmy Kimmel en Estados Unidos. René aprovechó el foro para, como es ya su costumbre, transmitir un mensaje de actualidad. En esta ocasión llevó puesta una camiseta que leía Pa’l carajo la cuota en alusión a la controversia que enfrentaron los estudiantes de la Universidad de Puerto Rico por la cuota de 800 dólares que les fue impuesta.[86] Luego al quitarse la camiseta, llevaba dos mensajes escritos en su cuerpo. En su abdomen se leía No al gasoducto en referencia al proyecto de Vía Verde que impulsaba la administración del Gobernador de Puerto Rico (proanexionista con los EE. UU.) Luis Fortuño, para el uso de gas natural, que habría de ser construido entre las montañas del área norte de la Isla, para lo cual ya habían expropiado un sinnúmero de viviendas en la ruralía, y que ocasionaría una gran destrucción de la vegetación, con el gran potencial de que ocurriese una catástrofe de grandes proporciones. El segundo mensaje lo llevaba escrito en su espalda y leía Patagonia sin represas, manifestándose en contra del megaproyecto Hydroaysén en Chile.[87]

- En noviembre de 2011 Calle 13 se unió a Unicef como portavoces en su campaña contra la trata y la explotación de jóvenes y niños. Como parte de este proyecto, grabaron un documental en colaboración con MTV Exit llamado Esclavos Invisibles y donaron el tema Prepárame la cena del disco Entren los que quieran.

- En 2011 René junto a su banda Calle 13 realizó un concierto en El Salvador donde las entradas fueron cobradas con paquetes de frijoles y arroz, destinados a los afectados por las intensas lluvias que azotaron durante dos semanas al país.[88]

- El 25 de mayo de 2012 volvieron a intercambiar boletos por alimentos. Esta vez fue en Hermosillo, México, donde la entrada se cobraba con arroz y frijoles, logrando recaudar más de 20 mil kilos de estos alimentos, para las comunidades más pobres de Hermosillo.[89][90]

- Un día después, el 26 de mayo, participaron en el Wirikuta Fest, en el Distrito Federal de México, en apoyo al Frente en Defensa de Wirikuta. Wirikuta es un desierto sagrado que se extiende a través de 140 000 hectáreas en la entidad Mexicana de San Luis de Potosí y que está siendo explotado por empresas mineras canadienses, poniendo en peligro especies endémicas y el bienestar de las familias que allí habitan.[91]

- El 26 de febrero de 2014, René Pérez visitó La Fortaleza, la residencia del Gobernador de Puerto Rico, para un encuentro informal con el gobernador Alejandro García Padilla. En esta ocasión, llevó consigo a dos jóvenes Jerald Contanzo, de la comunidad del Caño de Martín Peña y Jaylivan Díaz, de la Barriada Morales, de Caguas, para exponerle las necesidades de sus barrios al Gobernador.
- En septiembre de 2017, colaboró junto al rapero Tempo con la reconstrucción del legendario barrio La Perla, de la capital del país, la cual fue seriamente dañada tras el devastador paso del Huracán María.

### Lucha por la educación
Residente ha sido un férreo luchador en pro de la educación en Latinoamérica, uniéndose a manifestaciones estudiantiles en Puerto Rico, México, Chile, Colombia, y República Dominicana entre otros.
- En abril de 2010 René presentó en la Universidad de Puerto Rico un video grabado por diferentes artistas y deportistas, nacionales e internacionales, con mensajes de apoyo a la lucha estudiantil del país. Entre los artistas que participaron se encuentran: Bebe, Andrés Calamaro, Kevin Johansen, Juanes, Vicentico, Alejandro Sanz, Carlos Delgado, Rubén Blades y Ricky Martin. Ese mismo día hizo un recorrido por la universidad y le entregó alimentos a los estudiantes que estaban manifestándose y que tenían el recinto universitario cerrado.[92]

- En septiembre de 2011 se reúne con líderes estudiantiles chilenos para apoyarlos en su lucha por una universidad pública, gratuita y de calidad.[93]

- En noviembre de 2011, durante la entrega de los premios Latin Grammy, René llevó puesta una camiseta que leía Educación Pública, Gratuita para Puerto Rico, Chile, Colombia y República Dominicana.[94]

- En abril de 2017 el cantante se puso el guardapolvo blanco en solidaridad con los maestros argentinos que pelean por mejoras salariales y en defensa de la educación pública, frente a los recortes presupuestarios en la educación del gobierno de Mauricio Macri en el país sudamericano.[95]

### Intentos de censura
En octubre de 2009 el alcalde de la ciudad de Manizales, Juan Llano, prohibió que el grupo puertorriqueño Calle 13 actúe en la Feria de la ciudad, una de las más importantes en Colombia, para castigar al cantante René por exhibir una remera en referencia al expresidente Álvaro Uribe con la leyenda "Uribe-paramilitar-bases".

## Reconocimientos
- Medalla Ramón Emeterio Betances otorgada durante la celebración del Día Nacional de la Bandera en el Ateneo Puertorriqueño, en el Viejo San Juan, por su "invaluable contribución a la integración de Puerto Rico a América Latina a través de sus composiciones"; diciembre 2011.
- Premio Rodolfo Walsh, otorgado por la Facultad de Periodismo de la Universidad Nacional de La Plata, por su aporte a la comunicación y la cultura popular; junio 2012.
- Emisarios de Conciencia, otorgado por Amnistía Internacional por su compromiso social y su identificación con los jóvenes de Latinoamérica. Septiembre 2012.
- Premios Grammy Latinos y Premios Grammy - Cuenta con 30 Grammys en total, 25 como parte de Calle 13 y 5 como solista.

## Ideología política y crítica social

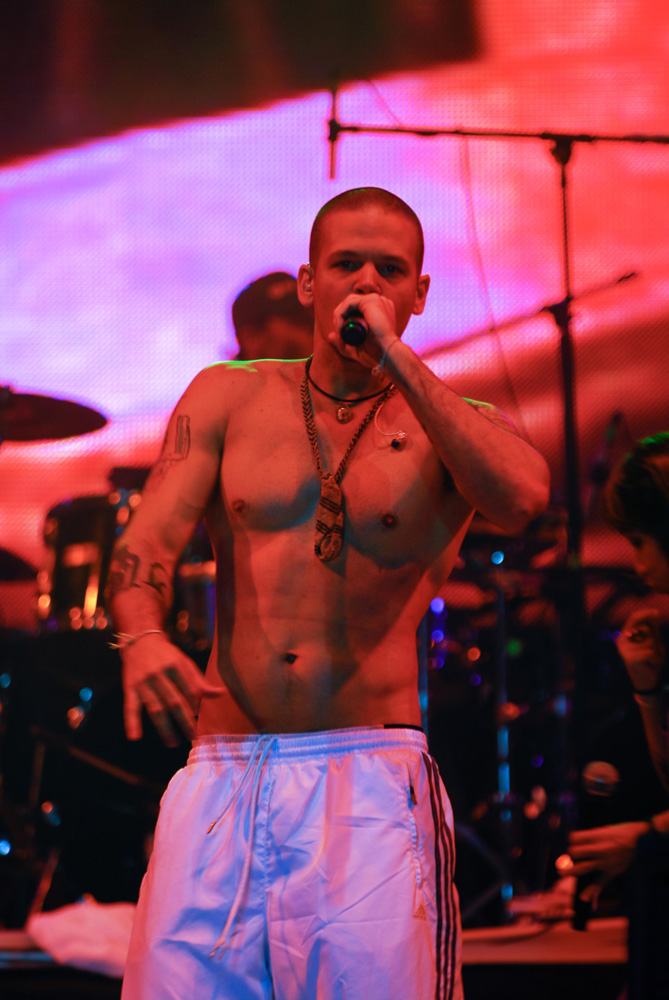
Residente en el Festival Afrocaribeño de 2009.

Residente es un acérrimo defensor de la independencia de Puerto Rico, isla caribeña que desde 1952 es un estado libre asociado  de Estados Unidos. René rechaza la existencia de bases militares estadounidenses en la isla. El 25 de abril de 2012 se reunió con José Mujica, presidente de Uruguay, para pedir que se considerara a Puerto Rico dentro de las reuniones gubernamentales y sociales que los países de América Latina tienen en carpeta.
Por otra parte, tanto en sus declaraciones de prensa como en sus conciertos suele enviar mensajes críticos de contingencia político-social, utilizando las palabras o bien mensajes en sus camisetas o en el cuerpo. En octubre de 2009, durante los Premios MTV Latinoamérica, apareció con una camiseta con el mensaje «Uribe-paramilitar-bases», el cual también podía leerse como «Uribe paramilitar», en alusión al ingreso de bases militares estadounidenses a Colombia durante el segundo gobierno de Álvaro Uribe. En la misma instancia, exhibió una segunda camiseta, con el mensaje «Chávez nominado a mejor artista pop», aludiendo al fallecido expresidente de Venezuela Hugo Chávez. Otros dos mensajes durante la ceremonia presentaron los mensajes «Fuera Micheletti del poder», dirigido a Roberto Micheletti, quien asumió el poder luego del Golpe de Estado en Honduras en 2009, y «México nunca olvida 2 oct 1968», refiriéndose a la matanza de estudiantes perpetrada el 2 de octubre de 1968 en México por orden del gobierno en respuesta al movimiento social de aquel año. Entre sus declaraciones, René también dijo «Di algo por los más de 30 000 desaparecidos en Chile», refiriéndose a los detenidos desaparecidos durante la dictadura militar de Augusto Pinochet.
En mayo de 2011 se manifestó en contra del megaproyecto chileno Hidroaysén en un show de televisión del canal ABC de Estados Unidos. En septiembre del mismo año, realizó una presentación en Chile escribiéndose en su espalda «Fuerza mapuche», en relación con el dilatado conflicto mapuche en dicho país. En noviembre, en la presentación de los Premios Grammy Latinos utilizó una camiseta que decía «Educación pública gratuita» y República Dominicana, Puerto Rico, Colombia y Chile, país este último que estaba en medio de las protestas del movimiento estudiantil del 2011-2012.
En abril de 2021 manifestó en redes sociales su apoyo al Paro Nacional de Colombia en medio de la pandemia de COVID-19, manifestando que “Si un pueblo protesta en medio de una pandemia, es porque su gobierno es más peligroso que un virus”, incluso manifestó que utilizará sus redes sociales para denunciar el abuso policial en las protestas ante la Organización de las Naciones Unidas, con material fotográfico y de vídeo que le hagan llegar sus seguidores y ciudadanos del país. Además, el cantante conversó, vía Instagram, con varios de los familiares de Lucas Villa, estudiante universitario que se convirtió en un símbolo de las protestas y que fue asesinado el 11 de mayo mientras marchaba pacíficamente, luego de recibir múltiples disparos por parte de encapuchados en una motocicleta en la ciudad de Pereira. Cabe resaltar que Residente, en 2019, también había manifestado su respaldo al Paro Nacional en el país andino, gestado antes de la pandemia de COVID-19.

## Discografía
Álbumes de estudio
- 2017: Residente
- 2024: Las letras ya no importan

## Filmografía
- 2006 - My Block: Puerto Rico (documental), como él mismo.
- 2009 - Sin mapa (documental), como él mismo.
- 2009 - Old Dogs, como tatuador.
- 2009 - Mercedes Sosa, cantora: un viaje íntimo (documental), como él mismo.
- 2017 - Residente (documental), como él mismo.

## Premios y nominaciones
| Año  | Categoría                                                  | Trabajo nominado | Resultado | Ref.    |
| ---- | ---------------------------------------------------------- | ---------------- | --------- | ------- |
| 2018 | Mejor álbum latino de rock, urbano o de música alternativa | Residente        | Ganador   | [ 106 ] |

| Año  | Categoría                          | Trabajo nominado                         | Resultado | Ref.            |
| ---- | ---------------------------------- | ---------------------------------------- | --------- | --------------- |
| 2017 | Grabación del año                  | «Guerra»                                 | Nominado  | [ 107 ] [ 108 ] |
| 2017 | Canción del año                    | «Guerra»                                 | Nominado  | [ 107 ] [ 108 ] |
| 2017 | Álbum del año                      | Residente                                | Nominado  | [ 107 ] [ 108 ] |
| 2017 | Mejor álbum de música urbana       | Residente                                | Ganador   | [ 107 ] [ 108 ] |
| 2017 | Mejor canción urbana               | «Somos anormales»                        | Ganador   | [ 107 ] [ 108 ] |
| 2017 | Mejor fusión/interpretación urbana | «Dagombas en Tamale»                     | Nominado  | [ 107 ] [ 108 ] |
| 2017 | Mejor canción alternativa          | «Apocalíptico»                           | Nominado  | [ 107 ] [ 108 ] |
| 2017 | Mejor canción tropical             | «Hijos del cañaveral»                    | Nominado  | [ 107 ] [ 108 ] |
| 2017 | Mejor video musical versión corta  | «Desencuentro»                           | Nominado  | [ 107 ] [ 108 ] |
| 2018 | Mejor video musical versión corta  | «Guerra»                                 | Nominado  |                 |
| 2018 | Mejor video musical versión corta  | «Sexo»                                   | Nominado  |                 |
| 2018 | Álbum del año                      | Soy yo (como productor)                  | Nominado  |                 |
| 2019 | Mejor video musical versión corta  | «Banana papaya» (con Kany García)        | Ganador   |                 |
| 2020 | Grabación del año                  | «René»                                   | Nominado  |                 |
| 2020 | Canción del año                    | «René»                                   | Ganador   |                 |
| 2020 | Mejor fusión/interpretación urbana | «Cántalo» (con Ricky Martin y Bad Bunny) | Nominado  |                 |
| 2020 | Mejor canción rap/hip hop          | «Antes que el mundo se acabe»            | Ganador   |                 |